# Funaria fuscescens
Funaria fuscescens är en bladmossart som beskrevs av Mitten 1851. Funaria fuscescens ingår i släktet spåmossor, och familjen Funariaceae. Inga underarter finns listade i Catalogue of Life.